# Nordische Badminton-Juniorenmeisterschaft
Die Nordischen Badminton-Juniorenmeisterschaften waren ein jährlich stattfindendes Badmintonturnier der skandinavischen Staaten. Das Turnier fand erstmals 1973 statt und wurde bis 1990 jährlich ausgetragen. Danach fand es im zweijährigen Rhythmus statt. 2000 wurden die Meisterschaften letztmals ausgetragen.

## Die Sieger
| Saison | Herreneinzel           | Dameneinzel         | Herrendoppel                              | Damendoppel                            | Mixed                                  |
| ------ | ---------------------- | ------------------- | ----------------------------------------- | -------------------------------------- | -------------------------------------- |
| 1973   | Jesper Helledie        | Anette Börjesson    | Stefan Karlsson Willy Nilsson             | Susanne Berg Mette Myhre               | Hans Olaf Birkholm Birthe Ratsach      |
| 1974   | Bruno Wackfelt         | Inge Borgstrøm      | Ola Eriksson Stefan Karlsson              | Liselotte Gøttsche Lilli B. Pedersen   | Christian Lundberg Agneta Lundh        |
| 1975   | Bruno Wackfelt         | Pia Nielsen         | Göran Sterner Bruno Wackfelt              | Liselotte Gøttsche Lilli B. Pedersen   | Bruno Wackfelt Anita Steiner           |
| 1976   | Morten Frost           | Agnethe Juul        | Bo Elvers Kenn H. Nielsen                 | Agnethe Juul Jytte Larsen              | Jesper Toftlund Karen Kiil             |
| 1977   | Göran Carlsson         | Else Thoresen       | Niels Christensen Jesper Toftlund         | Bettina Kristensen Inge-Lise Nilsson   | Jesper Toftlund Karen Kiil             |
| 1978   | Jens Peter Nierhoff    | Lena Axelsson       | Torben Christensen Jens Peter Nierhoff    | Bettina Kristensen Charlotte Pilegaard | Tomas Nielsen Lisbeth Lauridsen        |
| 1979   | Jens Peter Nierhoff    | Else Thoresen       | Jan-Eric Antonsson Peter Isaksson         | Bettina Kristensen Charlotte Pilegaard | Jan-Eric Antonsson Ann-Sofi Bergman    |
| 1980   | Mark Christiansen      | Kirsten Larsen      | Mark Christiansen Michael Kjeldsen        | Dorte Kjær Nettie Nielsen              | Jan-Eric Antonsson Christine Magnusson |
| 1981   | Michael Kjeldsen       | Nettie Nielsen      | Mark Christiansen Michael Kjeldsen        | Maria Bengtsson Christine Magnusson    | Mogens Nielsen Lisbeth Lauridsen       |
| 1982   | Claus Thomsen          | Nettie Nielsen      | Ulf Persson Stellan Österberg             | Maria Bengtsson Christine Magnusson    | Mark Christiansen Dorte Kjær           |
| 1983   | Claus Thomsen          | Christine Magnusson | Henrik Lunde Anders Nielsen               | Gitte Søgaard Jensen Gitte Paulsen     | Anders Nielsen Brigitte Hindse         |
| 1984   | Jan Paulsen            | Lene Sørensen       | Jan Paulsen Anders Nielsen                | Gitte Søgaard Jensen Gitte Paulsen     | Anders Nielsen Gitte Paulsen           |
| 1985   | Jan Paulsen            | Charlotta Wihlborg  | Jan Paulsen Lars Pedersen                 | Lotte Olsen Lene Sørensen              | Jan Paulsen Marian Christiansen        |
| 1986   | Jörgen Tuvesson        | Pernille Nedergaard | Henrik Futtrup Lars Pedersen              | Charlotte Madsen Helle Andersen        | Thomas Lund Anne Mette Bille           |
| 1987   | Michael Søgaard        | Catrine Bengtsson   | Michael Søgaard Jens Maibom               | Charlotte Madsen Helle Andersen        | Jens Maibom Charlotte Madsen           |
| 1988   | Johnny Sørensen        | Maiken Morch        | Frederik Lindqvist Thomas Stuer-Lauridsen | Marlene Thomsen Trine Johansen         | Frederik Lindqvist Marlene Thomsen     |
| 1989   | Thomas Stuer-Lauridsen | Camilla Martin      | Christian Jakobsen Thomas Stuer-Lauridsen | Marlene Thomsen Trine Johansen         | Thomas Stuer-Lauridsen Camilla Martin  |
| 1990   | Henrik Astrom          | Camilla Martin      | Peter Christensen Jimmy Morch-Sørensen    | Camilla Martin Rikke Broen             | Peter Christensen Rikke Broen          |
| 1992   | Henrik Bengtsson       | Mette Sørensen      | Thomas Damgaard Jim Laugesen              | Rikke Olsen Mette Sørensen             | Thomas Damgaard Rikke Olsen            |
| 1994   | Peter Gade             | Kristin Nilsson     | Lars Paaske Jesper Mikla                  | Majken Vange Gitte Jansson             | Lars Paaske Gitte Jansson              |
| 1996   | Kasper Ødum            | Tine Rasmussen      | Jonas Rasmussen Ove Svejstrup             | Christina Sørensen Britta Andersen     | Ove Svejstrup Britta Andersen          |
| 1998   | Kasper Fangel          | Tine Rasmussen      | Kasper Ødum Kristian Langbak              | Tine Rasmussen Jane Jacoby             | Kristian Langbak Britta Andersen       |
| 2000   | Michael Christensen    | Mie Nielsen         | Daniel Glaser Gustav Ihrlund              | Stine Borgstrøm Helle Nielsen          | Morten Hansen Helle Nielsen            |